# Cristofania

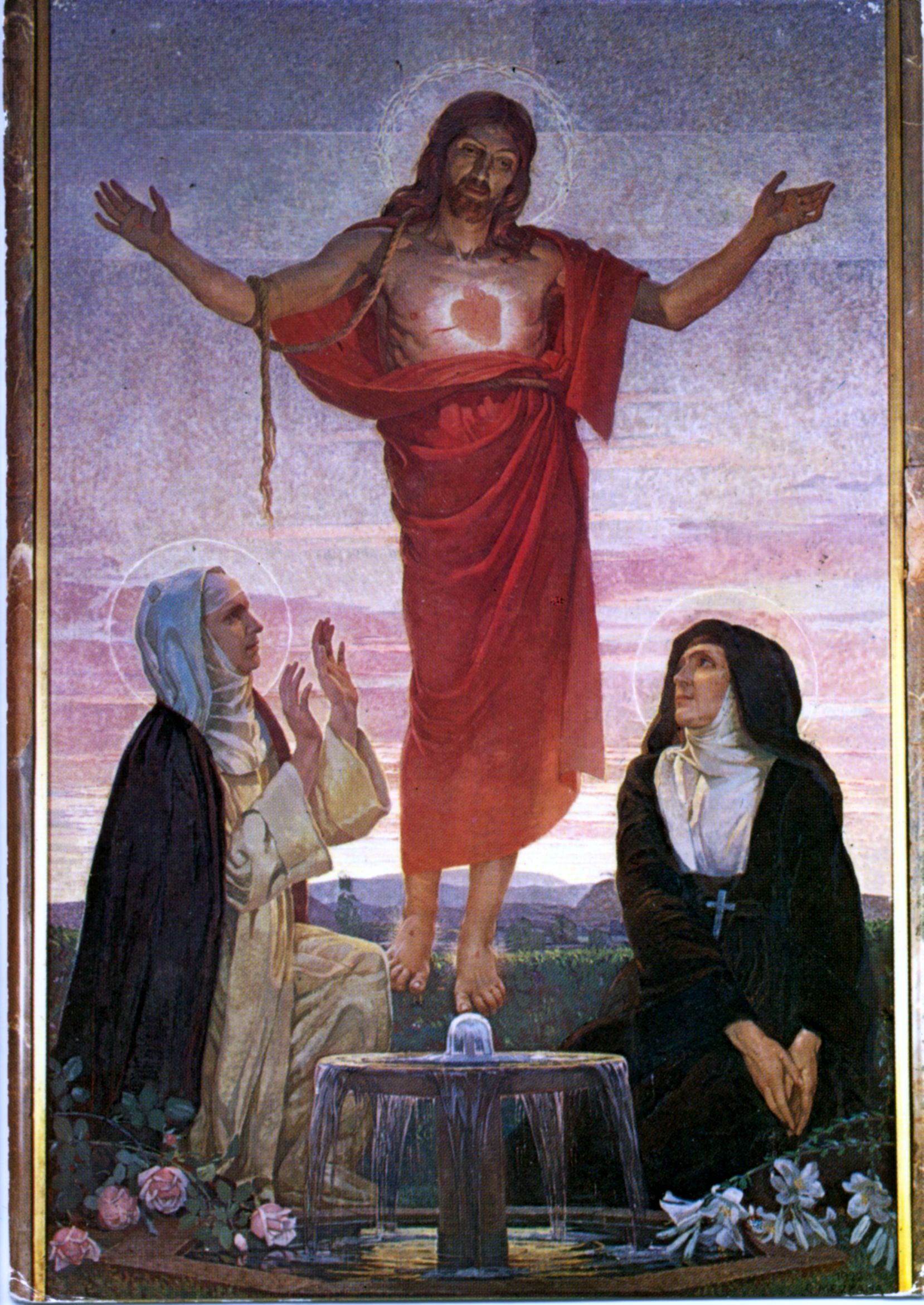
L’apparizione di Cristo e del suo Sacro Cuore a santa Margherita Maryia Alacoque e a Maria del Divin Cuore

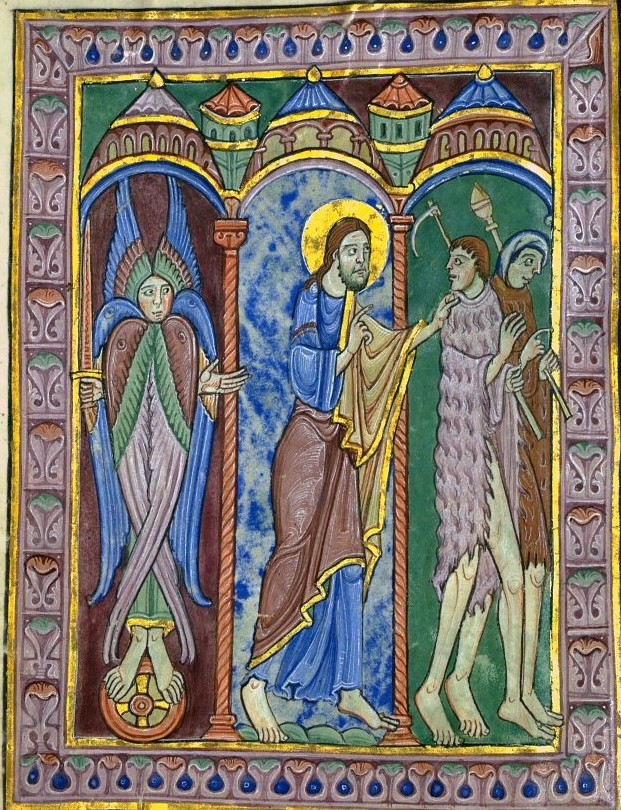
Il Logos preincarnato espelle expels Adamo ed Eva dal Giardino dell’Eden; (Salterio di sant’Albano

Una cristofania è un'apparizione o una manifestazione non fisica di Cristo. Tradizionalmente il termine si riferisce alle visioni di Cristo dopo la sua ascensione al cielo, così come la luce splendente della conversione dell'apostolo Paolo.
È una cristofania anche l’apparizione di Gesù risorto all’apostolo Tommaso incredulo, durante la quale il Signore mostrò le Cinque Sante Piaghe della croce.
Inoltre, seguendo l'esempio di Giustino martire che identificò l'Angelo del Signore con il Logos, alcune apparizioni di angeli nella Bibbia ebraica sono anche identificate da alcuni cristiani come apparizioni di Cristo precedenti la Sua Incarnazione nel grembo di Maria Vergine.

## Etimologia
La parola “Cristofania” deriva dall’unione di due parole greche: Χριστός (trasl.: Christos) e il verbo φαίνειν (trasl. phainein), che significa "portare alla luce, far apparire, mostrare". Questo sostantivo è derivato dal confronto diretto con il termine Teofania (‘’Theophaneia’’).

## Utilizzo
George Balderston Kidd rese popolare il termine in relazione all'identificazione degli angeli nell'Antico Testamento come Cristo. Il termine fu usato da Albert Joseph Edmunds (1857–1941) in relazione alla rivelazione di Cristo nel cristianesimo e nel buddhismo.
Dopo il lavoro di James Borland (nel 1978) l'uso del termine nelle pubblicazioni cristiane conservatrici relative alle apparizioni di Cristo nell'Antico Testamento si è moltiplicato in modo esponenziale.

## Bibbia ebraica
Alcuni primi scrittori cristiani identificarono l'Angelo del Signore come una manifestazione di Cristo precedente l’Incarnazione. Ad esempio, Giustino Martire affermò che l'Angelo era il Logos. Scrisse che «Colui che è chiamato Dio ed è apparso ai patriarchi è chiamato insieme Angelo e Signore [...] Così parla la parola di Dio, udita da Mosè, riferendosi a Giacobbe, nipote di Abramo» e che «né Abramo, né Isacco, né Giacobbe, né nessun altro uomo vide il Padre [...] ma vide colui che secondo la sua volontà era suo Figlio, essendo Dio, e l'angelo perché serviva alla sua volontà»
Anche Ireneo sostenne questo punto di vista; scrisse che «quando il Figlio parla a Mosè, dice: 'Sono sceso per liberare questo popolo». Una tesi popolare vuole che il Melchisedec apparso ad Abramo fosse una cristofania precedente l’Incarnazione. Romano il Melode disse che la figura con cui Abramo parlò in Genesi 18:1–8 era Cristo stesso.
J. Douglas MacMillan suggerì che l'angelo con cui Giacobbe lottò era un "aspetto precedente l’Incarnazione di Cristo nella forma di un uomo".
Alcuni Padri della chiesa come Origene e successivamente teologi come Martin Lutero credevano che un altro esempio fosse l '"Uomo" che appare a Giosuè e si identifica come "il comandante dell'esercito del SIGNORE". (Giosuè 5:13–15). L'argomento principale a sostegno di questa tesi è il fatto che gli angeli rifiutano di essere adorati e in particolare la prosternazione, privilegio riservato solamente a Dio (Apocalisse 19:9-10). Inoltre dichiarò santa la terra; altrove nella Bibbia, solo le cose oi luoghi riservati a Dio o da lui rivendicati sono chiamati santi (v. Esodo 3:5).I commentatori ebrei non accettano che questa figura fosse Cristo (o anche Adonai), ma piuttosto l'Arcangelo Michele.
Jonathan Edwards identificò un esempio in Daniele 3:25, quando il quarto uomo nella fornace è descritto nei seguenti termini: "... e la forma del quarto è come il Figlio di Dio" o "come un figlio degli dèi".
La visione di Isaia (Isaia 6) può essere considerata una cristofania. L'evangelista Giovanni, seguendo una citazione di questo capitolo, aggiunge: "Questo disse Isaia perché vide la sua gloria e parlò di lui" (Giovanni 12,41).

## Nel Nuovo Testamento

’’Conversione di san Paolo’’ (Caravaggio, 1600).

Una cristofania del Nuovo Testamento è la visione di Gesù da parte di Paolo lungo la via di Damasco, e quella successiva di Anania. Atti 9:1-9 descrive come Paolo udì una voce di Gesù.
Secondo Atti 7:55-56, il martire Stefano ebbe una visione di Gesù «in piedi alla destra di Dio» proprio prima di essere ucciso.
Un altro esempio del Nuovo Testamento è la visione di Giovanni del Figlio dell'uomo, narrata in Apocalisse 1. In questa visione, Giovanni vede "... uno come il Figlio dell'uomo" che parla a Giovanni, identificandosi come "il primo e l'ultimo” (Apocalisse 1:12-20).

## Dopo il Nuovo Testamento
- Si ritiene che San Girolamo abbia avuto una precisa visione della Trinità, come illustrata da Andrea del Castagno;
- Maddalena de Pazzi era una mistica che rivendicava diverse cristofanie inerenti alla Trinità;
- Lucia dos Santos di Fatima affermò di aver visto Gesù nella Trinità a Tui nel 1926;
- Maria Faustina Kowalska affermò di aver registrato le sue visioni di Gesù;
- Joseph Smith affermò di aver visto sia Gesù Cristo che Dio Padre in un evento noto come la Prima Visione.